# Ella Briggs
Ella Briggs (* 5. März 1880 als Elsa Baumfeld in Wien; † 20. Juni 1977 in Enfield, London) war eine österreichische Architektin und Innenarchitektin.

## Leben
Elsa Baumfeld war die Tochter des Advokaten Josef Baumfeld und Caroline Baumfeld, geb. Brück/Bryk (* 6. Juni 1842; † 1935). Sie hatte noch zwei Brüder (Maurice * 6. Oktober 1868; † 4. März 1913 und Friedrich * 14. Oktober 1870; † 26. März 1953) und eine Schwester (Friederike * 5. März 1873; † 22. Juni 1943).
Da ein Architekturstudium für Frauen in der Monarchie noch nicht möglich war, studierte sie Malerei in der Malschule des Wiener Frauenerwerbsvereines bei Adalbert Seligmann und später an der Wiener Kunstgewerbeschule bei verschiedenen Lehrern.
Ihr Bruder Moritz wanderte nach dem Tod seiner ersten Frau Angelika 1898 mit den beiden Kindern Angela und Joseph im Jahr 1899 nach New York aus, er war dort später von 1907 bis zu seinem Tod 1913 der Direktor des deutschsprachigen Irving Place Theatre. Für die Jahre 1903 und 1907 sind für Ella Baumfeld zwei Überseefahrten von Bremen und Cuxhaven nach New York nachweisbar.
Am 16. September 1907 heiratete sie in New York den Juristen Walter J. Briggs, der 1865 als Brix in Wien geboren war; sie wurden 1912 geschieden. Von 1916 bis 1918 war sie außerordentliche Gasthörerin beim Zeichenunterricht an der Technischen Bauschule. 1919 schloss sie das Fach Hochbau an der Staatsgewerbeschule in Salzburg ab. Anschließend folgten zwei Jahre Studium bei Theodor Fischer an der Technischen Hochschule München, wo sie mit Diplom abschloss und sich seitdem Diplom-Ingenieurin nennen durfte.

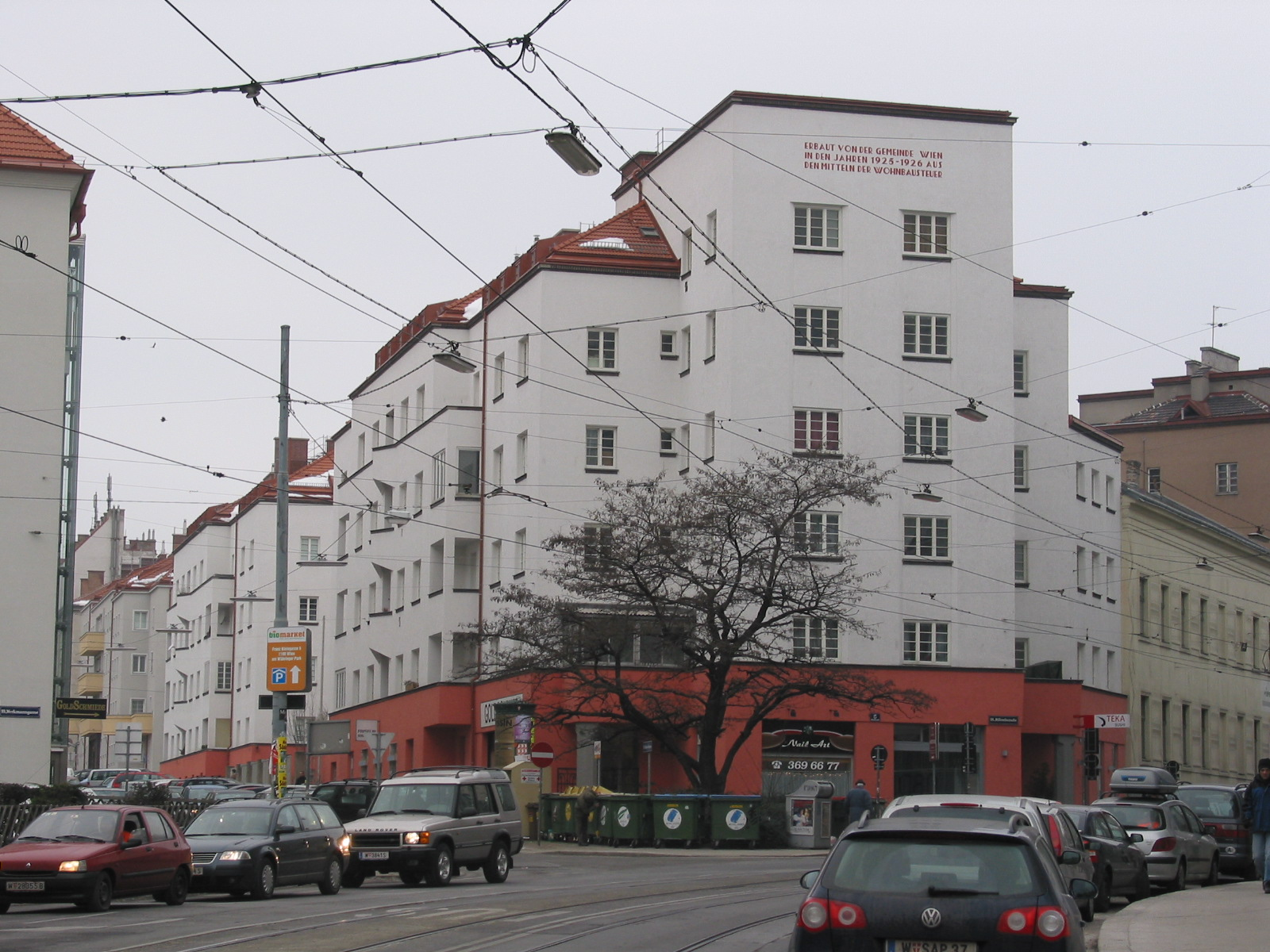
Der Pestalozzi-Hof

1920 ging sie in die USA, wo sie in New York und Philadelphia arbeitete. Sie publizierte dort auch in verschiedenen Fachzeitschriften. Die amerikanischen Entwürfe wurden auch im Wiener Künstlerhaus ausgestellt. Ab 1921 war sie als erste Frau Mitglied des Österreichischen Ingenieur- und Architekten-Vereins. Außerdem war sie die erste befugte Architektin Österreichs.
In den 1920er Jahren reiste sie nach Süditalien, um an einem Buch über die nationale Architektur für einen amerikanischen Verlag zu arbeiten, welches allerdings nie erschienen ist. In diesem Zusammenhang berichtete die Tagespresse Ende Dezember 1925 von ihrer Verhaftung in Palermo unter dem Verdacht der Spionage, sie sollte von dort als „Amerikanerin“ ausgewiesen werden. Diesem Schicksal entging sie nur dadurch, weil festgestellt wurde, dass sie österreichische Staatsangehörige war.

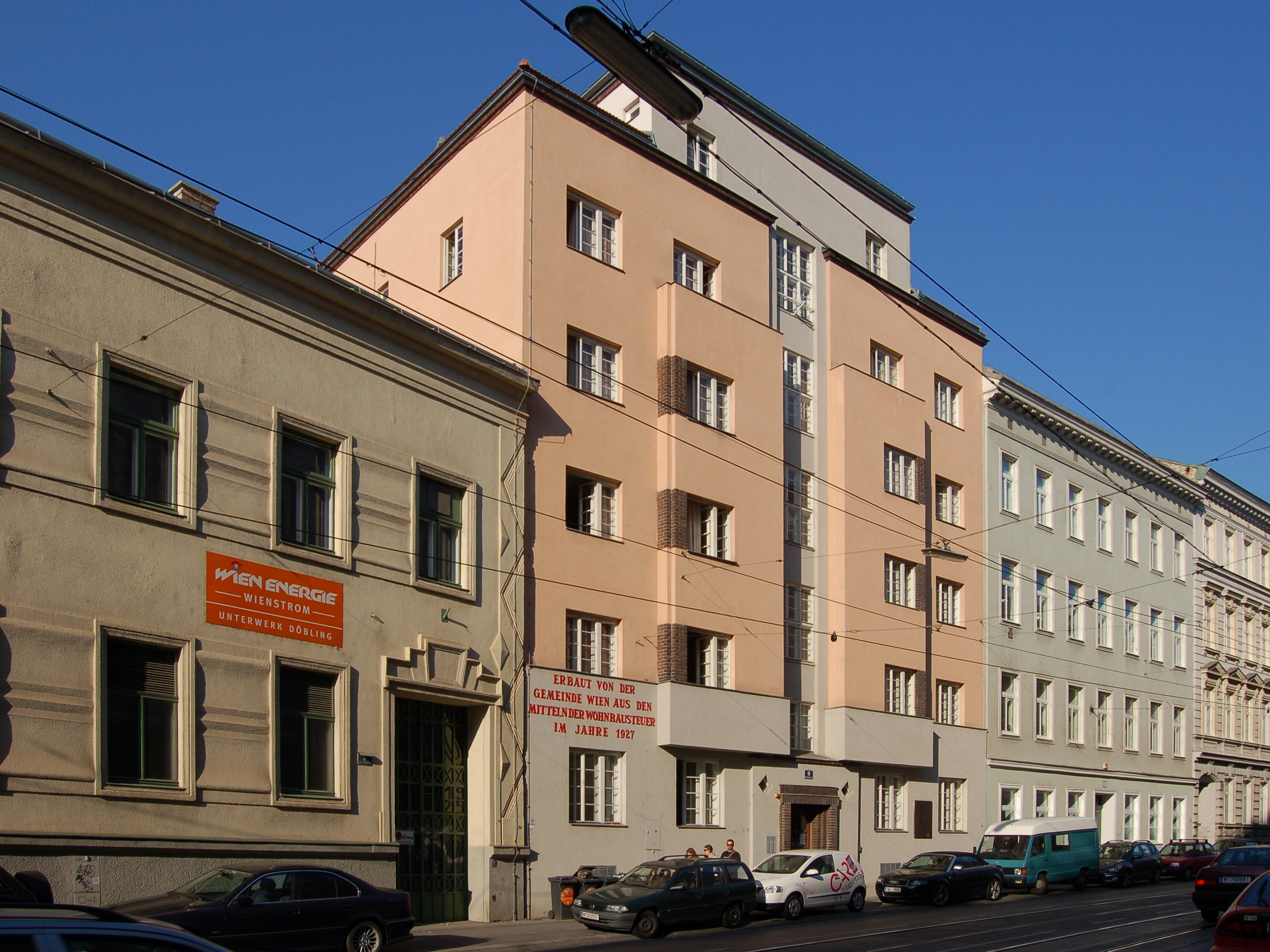
Julius-Tandler-Heim (Billrothstraße 9)

Nach ihrer Rückkehr aus New York plante und errichtete sie im Roten Wien 1925 den Pestalozzi-Hof sowie anschließend 1926 ein Ledigenheim. Sie war neben Margarete Schütte-Lihotzky die einzige Frau, die in der Zwischenkriegszeit Gemeindebauten für die Gemeinde Wien ausführte.
Von 1927 an lebte sie in Berlin, wo sie einen Wohnblock in Berlin-Mariendorf und einzelne Wohnhäuser errichten konnte. Sie schrieb aber auch Fachartikel in Zeitungen und Zeitschriften oder konzipierte Ausstellungsstände für Messen. Beispielsweise auf der Bauausstellung 1931 den Ausstellungsraum für die Wohnungsfürsorge-Gesellschaft Berlin. Sie ist bei dieser Schau aber auch mit eigenen Bauten und Projekten vertreten: In der Halle 1, „Das Bauwerk unserer Zeit“ stellt sie neben Peter Behrens, Erich Mendelsohn sowie Bruno Taut und Max Taut aus.
Nach der Machtergreifung durch die Nationalsozialisten wurde sie 1933 aus dem Bund Deutscher Architekten ausgeschlossen, dem sie seit 1929 angehört hatte. Als (1918 aus der Kultusgemeinde ausgetretene) Jüdin musste sie vor den Nazis vorläufig zurück nach Wien fliehen. Im September 1935 wanderte sie von Berlin nach England aus, bekam dort aber zunächst keine Arbeitserlaubnis. Bald darauf entstanden Entwürfe für eine Wohnbaugenossenschaft in Enfield. 1947 erhielt sie die britische Staatsbürgerschaft. In London eröffnete sie ein Büro, in dem sie bis zu ihrem Tod arbeitete.
In den Jahren 1950, 1951, 1955 und 1959 reichten Ella und ihr Bruder Friedrich Baumfeld von England aus in Berlin mehrere Klagen auf Wiedergutmachung ein, es ging dabei um Hausrat, Kunst- und Kulturgüter, eine Lebensversicherung, Vermögenswerte und ein Bankkonto. Als Erbin von Friedrich führte Ella die Klagen nach seinem Tod 1953 alleine weiter, der Ausgang der Verfahren gegen das Deutsche Reich ist nicht bekannt. Ein Verfahren gegen eine Privatperson aufgrund offener Bargeldforderungen endete mit einem Vergleich.

## Werke
- Pestalozzi-Hof in Wien-Döbling (XIX. Bezirk), Philippovichgasse 2–4, 1925/1926[13][14]
- Ledigenheim (Julius-Tandler-Heim) in Wien-Döbling (XIX. Bezirk), Billrothstraße 9, 1926
- Wohnhausanlage in Berlin-Mariendorf, Rathausstraße 81–83b / Königstraße 42–43, 1930
- Villa in Kleinmachnow, Land Brandenburg, Fontanestraße 18, 1933

## Ehrungen
- Im Jahr 2012 wurde der ehemalige Zeichensaal 7 der Fakultät für Architektur und Raumplanung an der TU Wien in „Ella Briggs-Baumfeld Zeichensaal“ umbenannt.[15][16]
- 2016 wurde die am Pestalozzihof verwendete Schriftart im Rahmen der Ausstellung Gemeindeschau – Typografie im Wiener Gemeindebau[17] durch Studierende der Abteilung Visuelle Kommunikation an der Kunstuniversität Linz dokumentiert und digital neu erschaffen. Die Font Bella Black wurde zu Ehren von Ella Briggs aus einer Kombination ihres Vor- und Nachnamen benannt[18] und steht unter der SIL Open Font License (OFL) frei zum Download.[19]
- 2019 wurde beschlossen, Ella Briggs in Wien mit einem eigenen Gemeindebau zu ehren. Das Gebäude in der Philippovichgasse 6–10 mit 43 Wohneinheiten wird in Zukunft den Namen „Ella-Briggs-Hof“ tragen.[20]